# Chalid Abu an-Nadża
Chalid Abu an-Nadża, Khaled Abol Naga (arab. خالد أبو النجا), właściwie Chalid Muhammad Sami Abu an-Nadża (ur. 2 listopada 1966 w Kairze) – egipski aktor, prezenter telewizyjny, producent filmowy i reżyser. Jest działaczem praw człowieka i praw dzieci. Był ambasadorem dobrej woli UNICEF.

## Filmografia
| Rok produkcji | Tytuł                   | Rola        |
| ------------- | ----------------------- | ----------- |
| 1977          | Genoun el hob           | Khaled      |
| 2000          | Rendez-Vous             | Ashraf      |
| 2003          | Sahar el layaly         | Ali         |
| 2006          | Civic Duty              | Gabe Hassan |
| 2006          | Leabet el hob           | Essam       |
| 2006          | Mafeesh gher keda       | Nader       |
| 2006          | Ana rohy feek           | Ojciec      |
| 2007          | Mieszkanie w Heliopolis | Yehia       |
| 2007          | Kashf hesab             | Farid       |
| 2007          | Agamista                | Ez          |
| 2009          | One-Zero                | Szeryf      |
| 2009          | Heliopolis              | Ibrahim     |
| 2010          | Mikrofon                | Khaled      |